# Aspartatna 1-dekarboksilaza
Aspartatna 1-dekarboksilaza (EC 4.1.1.11, aspartat alfa-dekarboksilaza, L-aspartat alfa-dekarboksilaza, aspartinska alfa-dekarboksilaza, -aspartat 1-karboksi-lijaza) je enzim sa sistematskim imenom L-aspartat 1-karboksi-lijaza (formira beta-alanin). Ovaj enzim katalizuje sledeću hemijsku reakciju
-aspartat {\displaystyle \rightleftharpoons } beta-alanin + CO2
Enzim iz Escherichia coli sadrži piruvoilnu grupu.

## Literatura
- Nicholas C. Price; Lewis Stevens (1999). Fundamentals of Enzymology: The Cell and Molecular Biology of Catalytic Proteins (Third изд.). USA: Oxford University Press. ISBN 019850229X.
- Eric J. Toone (2006). Advances in Enzymology and Related Areas of Molecular Biology, Protein Evolution (Volume 75 изд.). Wiley-Interscience. ISBN 0471205036.
- Branden C; Tooze J. Introduction to Protein Structure. New York, NY: Garland Publishing. ISBN 0-8153-2305-0.
- Irwin H. Segel. Enzyme Kinetics: Behavior and Analysis of Rapid Equilibrium and Steady-State Enzyme Systems (Book 44 изд.). Wiley Classics Library. ISBN 0471303097.

## Spoljašnje veze
- Aspartate+1-decarboxylase на 